# Hato Viejo (Ciales)
Hato Viejo es un barrio ubicado en el municipio de Ciales en el Estado Libre Asociado de Puerto Rico. En el Censo de 2010 tenía una población de 2442 habitantes y una densidad poblacional de 71,29 personas por km².

## Geografía
Hato Viejo se encuentra ubicado en las coordenadas 18°20′33″N 66°31′21″O / 18.34250, -66.52250. Según la Oficina del Censo de los Estados Unidos, Hato Viejo tiene una superficie total de 34.25 km², de la cual 34.1 km² corresponden a tierra firme y (0.44%) 0.15 km² es agua.

## Demografía
Según el censo de 2010, había 2442 personas residiendo en Hato Viejo. La densidad de población era de 71,29 hab./km². De los 2442 habitantes, Hato Viejo estaba compuesto por el 88.29% blancos, el 4.83% eran afroamericanos, el 0.2% eran amerindios, el 4.18% eran de otras razas y el 2.5% pertenecían a dos o más razas. Del total de la población el 99.8% eran hispanos o latinos de cualquier raza.